# Kenianische Basketballnationalmannschaft
Die kenianische Basketballnationalmannschaft ist die Auswahl kenianischer Basketballspieler, welche die Kenya Basketball Association auf internationaler Ebene, beispielsweise in Freundschaftsspielen gegen die Auswahlmannschaften anderer nationaler Verbände, aber auch bei internationalen Wettbewerben repräsentiert. Größter Erfolg war der vierte Platz bei den Afrikameisterschaften 1993. 1965 trat der nationale Verband dem Weltverband Fédération Internationale de Basketball (FIBA) bei. Im Januar 2014 wurde die Mannschaft nicht in der Weltrangliste der Männer geführt.

## Internationale Wettbewerbe

### Kenia bei Weltmeisterschaften
Die Mannschaft konnte sich bisher nicht für eine Weltmeisterschaft qualifizieren.

### Kenia bei Olympischen Spielen
Bisher gelang es der Mannschaft nicht, sich für die olympischen Basketballwettbewerbe zu qualifizieren.

### Kenia bei Afrikameisterschaften
Die Mannschaft kann bisher drei Teilnahmen an der Afrikameisterschaft vorweisen:
| - 1962: nicht qualifiziert - 1964: nicht qualifiziert - 1965: nicht qualifiziert - 1968: nicht qualifiziert - 1970: nicht qualifiziert - 1972: nicht qualifiziert - 1974: nicht qualifiziert - 1975: nicht qualifiziert - 1978: nicht qualifiziert - 1980: nicht qualifiziert - 1981: nicht qualifiziert - 1983: nicht qualifiziert - 1985: 12. Platz - 1987: nicht qualifiziert - 1989: 11. Platz - 1992: nicht qualifiziert | - 1993: 4. Platz - 1995: nicht qualifiziert - 1997: nicht qualifiziert - 1999: nicht qualifiziert - 2001: nicht qualifiziert - 2003: nicht qualifiziert - 2005: nicht qualifiziert - 2007: nicht qualifiziert - 2009: nicht qualifiziert - 2011: nicht qualifiziert - 2013: nicht qualifiziert - 2015: nicht qualifiziert - 2017: nicht qualifiziert - 2021: 9. Platz |

### Kenia bei den Afrikaspielen
Die Basketballnationalmannschaft Kenias nahm bisher nicht an den Wettbewerben der Afrikaspiele teil.